# Perotripus brevis
Perotripus brevis is een vlokreeftensoort uit de familie van de Caprellidae. De wetenschappelijke naam van de soort is voor het eerst geldig gepubliceerd in 1915 door LaFollette.